# Karitsa (Kaiu)
Karitsa – wieś w Estonii, w prowincji Rapla, w gminie Kaiu.